# Réserve naturelle régionale de l'Eiblen et l'Illfeld
La réserve naturelle régionale de l'Eiblen et l'Illfeld (RNR289) est une réserve naturelle régionale située en Alsace en région Grand Est. Classée en 1992 comme réserve naturelle volontaire, elle a été reclassée comme réserve naturelle régionale en 2014 et occupe une surface de 66 hectares.

## Localisation

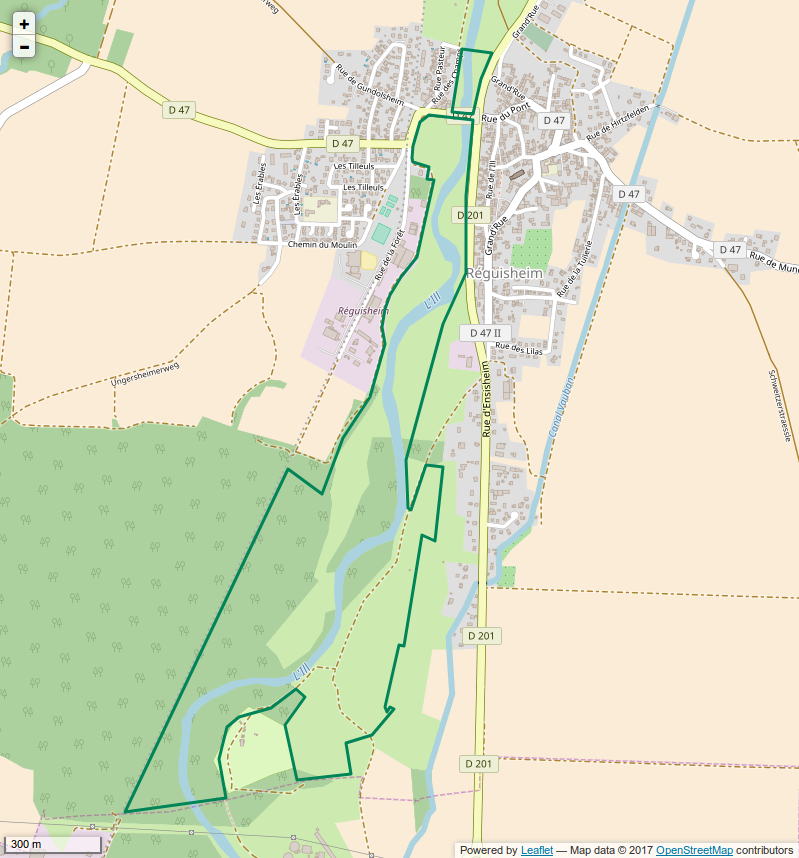
Périmètre de la réserve naturelle.

Le territoire de la réserve naturelle est dans le département du Haut-Rhin, sur la commune de Réguisheim.

## Écologie (biodiversité, intérêt écopaysager…)
Milieux alluviaux.

### Flore
La réserve est caractérisée par une flore des milieux alluviaux.

## Administration, plan de gestion, règlement
La réserve naturelle est gérée par le Conservatoire des Sites Alsaciens. Le premier plan de gestion a porté sur la période 1996-2001.

### Outils et statut juridique
La réserve naturelle volontaire a été créée par un arrêté du 20 mai 1992 (modifié en 2000). Le reclassement en réserve naturelle régionale est intervenu par une délibération du Conseil régional du 14 novembre 2014.